# Narodi svijeta Đ
Narodi svijeta Đ
Đupci, Ostali nazivi: izvorno makedonski Ѓупци (Gjupci), Египќанци (Egipkjanci) i albanski Egjiptian, srpski Египћани, bugarski Гюпти ili Агупти.
- Lokacija: pretežno Kosovo i Makedonija
- Jezik/porijeklo: narod nejasnog porijekla, govore albanski. Prema njima samima preci su im došli iz Egipta. Ranije držani za Rome.
- Populacija: 87.000 (Kosovo; 1996), 3.994 (Makedonija; 1994)
- Kultura:
- Vanjske poveznice: